# Niphetophora thompsonae
Niphetophora thompsonae är en skalbaggsart som beskrevs av Franz Antoine och Thierry Bouyer 2001. Niphetophora thompsonae ingår i släktet Niphetophora och familjen Cetoniidae. Inga underarter finns listade i Catalogue of Life.